# Passiflora gritensis
Passiflora gritensis H.Karst. – gatunek rośliny z rodziny męczennicowatych (Passifloraceae Juss. ex Kunth in Humb.). Występuje naturalnie w Kolumbii oraz Wenezueli. 

## Morfologia
PokrójZdrewniałe, trwałe, nagie liany.
LiściePotrójnie klapowane, rozwarte lub ostrokątne u podstawy. Mają 2,5–10 cm długości oraz 5–12,5 cm szerokości. Całobrzegie, z tępym lub ostrym wierzchołkiem. Ogonek liściowy jest nagi i ma długość 18–30 mm. Przylistki są podłużne, mają 13–25 mm długości.
KwiatyPojedyncze lub zebrane w pary. Działki kielicha są podłużnie lancetowate, różowo-czerwonopurpurowe, mają 3–4,5 cm długości. Płatki są podłużne, różowo-czerwonopurpurowe, mają 3–4 cm długości. Przykoronek ułożony jest w dwóch rzędach, różowopomarańczowy, ma 5–20 mm długości.
OwoceSą elipsoidalnego kształtu. Mają 5–6 cm długości i 3 cm średnicy.

## Biologia i ekologia
Występuje w lasach na wysokości około 2500 m n.p.m.